# Alfred Metcalf Jackson

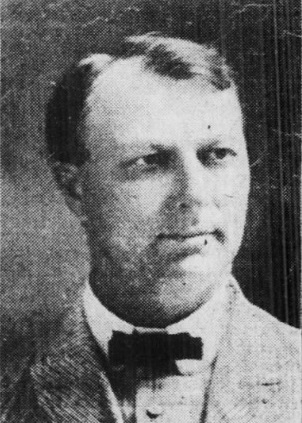
Alfred Metcalf Jackson (1906)

Alfred Metcalf Jackson (* 14. Juli 1860 in South Carrollton, Muhlenberg County, Kentucky; † 11. Juni 1924 in Winfield, Kansas) war ein US-amerikanischer Politiker. Zwischen 1901 und 1903 vertrat er den dritten Wahlbezirk des Bundesstaates Kansas im US-Repräsentantenhaus.

## Werdegang
Alfred Jackson besuchte die öffentlichen Schulen seiner Heimat und das West Kentucky College. Nach einem Jurastudium und seiner Zulassung als Rechtsanwalt begann er in seinem neuen Beruf zu praktizieren. Im Jahr 1881 verlegte er seinen Wohnsitz und seine Praxis nach Howard im Elk County in Kansas. 1890 wurde er dort Bezirksstaatsanwalt und 1892 war er Richter im 13. Gerichtsbezirk des Staates Kansas. Im Jahr 1898 zog er nach Winfield im Cowley County.
Jackson war Mitglied der Demokratischen Partei. Bei den Kongresswahlen des Jahres 1900 wurde er als deren Kandidat im dritten Distrikt von Kansas in das US-Repräsentantenhaus in Washington, D.C. gewählt. Dort trat er am 4. März 1901 die Nachfolge von Edwin R. Ridgely an. Dar er bei den folgenden Wahlen nicht bestätigt wurde, konnte er bis zum 3. März 1903 nur eine Legislaturperiode im Kongress absolvieren.
Nach seiner Zeit im Kongress arbeitete Jackson wieder als Anwalt in Winfield, wo er 1924 verstarb.